# Mayflower (Arkansas)
Mayflower – miasto w Stanach Zjednoczonych, w stanie Arkansas, w hrabstwie Faulkner.